# ديف باركلي
ديف باركلي (بالإنجليزية: Dave Barclay)‏ هو لاعب غولف أمريكي، ولد في 5 يوليو 1920 في روكفورد في الولايات المتحدة، وتوفي في 28 أكتوبر 2009.